# Доцико
Доцико̀ или Дуско (на гръцки: Δοτσικό, катаревуса Δοτσικόν, Доцикон) е село в Република Гърция, част от дем Гревена, административна област Западна Македония.

## География
Доцико е разположено на 1060 m надморска височина, на около 25 km северозападно от град Гревена, в източните части на планината Пинд, близо до изворите на Велония, приток на река Венетикос. В центъра на селото има старинен каменен мост, за който се смята, че е издигнат през 1804 година. В Доцико се развива селски и планински туризъм.

## История

### В Османската империя
В 1865 година е издигната енорийската църква „Свети Атанасий“, а по-късно „Света Параскева“.
В края на ХІХ век Доцико е гръцко християнско село в Жупанска нахия на Населишката каза на Османската империя. Александър Синве (Les Grecs de l’Empire Ottoman. Etude Statistique et Ethnographique), който се основава на гръцки данни, в 1878 година пише, че в Дочикон (Dotchikon), Сисанийска епархия, живеят 390 гърци.
Според статистиката на Васил Кънчов през 1900 година в Дуско живеят 190 гърци.
На Етнографската карта на Битолския вилает на Картографския институт в София от 1901 година Дуско е чисто българско село в казата Населица на Серфидженския санджак с 38 къщи.
Според статистика на Серфидженския санджак на гръцкото консулство в Еласона от 1904 година в Дуцико (Ντουτσικό), Населишка каза, живеят 250 гърци елинофони християни.

### В Гърция
През Балканската война в 1912 година в селото влизат гръцки части и след Междусъюзническата в 1913 година Дуско остава в Гърция.
Жителите традиционно се занимават предимно със скотовъдство и частично със земеделие.
В църковно отношение Доцико е част от Сисанийската и Сятищка епархия.
| Име     | Име      | Ново име | Ново име | Описание                   |
| ------- | -------- | -------- | -------- | -------------------------- |
| Тамбури | Ταμπούρι | Охиро    | Όχυρό    | връх ЮЗ (1556 m) от Доцико |
| Цорила  | Τσορίλα  | Цорилас  | Τσορίλας | връх ЮЗ от Доцико          |

| Година    | 1913 | 1920 | 1928 | 1940 | 1951 | 1961 | 1971 | 1981 | 1991 | 2001 | 2011 | 2021 |
| --------- | ---- | ---- | ---- | ---- | ---- | ---- | ---- | ---- | ---- | ---- | ---- | ---- |
| Население | 515  | 140  | 443  | 444  | 3    | 6    | 1    | 86   | 70   | 187  | 39   | 21   |

## Личности
Родени в Доцико
- Тимолеон Копсахилис (р. 1952), гръцки политик